# Massingy-lès-Vitteaux
 Massingy-lès-Vitteaux  là một xã ở tỉnh Côte-d'Or trong vùng Bourgogne-Franche-Comté, phía đông nước Pháp. Khu vực này có độ cao trung bình 420 mét trên mực nước biển.